# 30-11-80 Live
30-11-80 Live ist ein Video- und Livealbum des Berliner Rappers Sido. Es erschien am 21. November 2014 über das zu Universal Music gehörende Label Urban.

## Inhalt
Das Album enthält einen Konzertmitschnitt von Sidos Auftritt im Palladium in Köln. Mit zwölf Liedern wurden die meisten dem zugehörigen Studioalbum 30-11-80 entnommen. Weitere gespielte Stücke stammen von seinen vorher veröffentlichten Studioalben Maske (zwei Songs), Ich (zwei Tracks) sowie Ich und meine Maske (zwei Titel). Außerdem sind zwei Lieder aus dem Kompilationsalbum #Beste enthalten und je ein Stück stammt von den Alben Aggro Ansage Nr. 1, MTV Unplugged Live aus’m MV sowie Blutzbrüdaz – die Mukke zum Film. Während des Konzerts wird Sido u. a. von Bass Sultan Hengzt, She-Raw und Serk als Backup-Rapper unterstützt.
Die CD beinhaltet im Gegensatz zur DVD nur die aufgeführten Songs aus dem Album 30-11-80.

## Covergestaltung
Das Albumcover ist in türkisblauen Farbtönen gehalten und zeigt Leuchtröhren, die so an einer Wand angeordnet sind, dass sie die Form von Sidos Totenkopfmaske bilden. In der Mitte der Anordnung befinden sich Sidos Logo und der Schriftzug 30-11-80 in Weiß. Rechts unten steht die türkose Anmerkung Live.

## Titelliste
DVD:
| #  | Titel                   | Länge | Album                            |
| -- | ----------------------- | ----- | -------------------------------- |
| 1  | Intro                   |       |                                  |
| 2  | Hier bin ich wieder     | 4:00  | 30-11-80                         |
| 3  | Schlechtes Vorbild      | 3:26  | Ich                              |
| 4  | Fuffies im Club         | 3:46  | Maske                            |
| 5  | Einer muss es machen    | 3:51  | 30-11-80                         |
| 6  | Augen auf               | 3:50  | Ich und meine Maske              |
| 7  | Papa, was machst du da  | 3:49  | 30-11-80                         |
| 8  | So wie du               | 3:53  | 30-11-80                         |
| 9  | Herz                    | 4:29  | Ich und meine Maske              |
| 10 | Einer dieser Steine     | 3:56  | 30-11-80                         |
| 11 | Irgendwo wartet jemand  | 3:42  | 30-11-80                         |
| 12 | Hol doch die Polizei    | 2:44  | Blutzbrüdaz – die Mukke zum Film |
| 13 | 30-11-80                | 4:00  | 30-11-80                         |
| 14 | Maskerade               | 3:04  | 30-11-80                         |
| 15 | Mein Block              | 4:09  | Maske                            |
| 16 | Enrico                  | 3:14  | 30-11-80                         |
| 17 | Arbeit                  | 3:51  | 30-11-80                         |
| 18 | Meine Jordans           | 3:28  | #Beste                           |
| 19 | Bilder im Kopf          | 3:59  | #Beste                           |
| 20 | Liebe                   | 3:15  | 30-11-80                         |
| 21 | Mein Testament          | 4:18  | Ich                              |
| 22 | Arschficksong           | 3:28  | Aggro Ansage Nr. 1               |
| 23 | Der Himmel soll warten  | 3:57  | MTV Unplugged Live aus’m MV      |
| 24 | 30-11-80 (Long-Version) | 10:03 | 30-11-80                         |
| 25 | Menü / Sido             | 0:30  |                                  |

CD / Download:
| #  | Titel                  | Länge |
| -- | ---------------------- | ----- |
| 1  | Hier bin ich wieder    | 4:22  |
| 2  | Einer muss es machen   | 3:44  |
| 3  | Papa, was machst du da | 3:55  |
| 4  | So wie du              | 3:55  |
| 5  | Einer dieser Steine    | 3:46  |
| 6  | Irgendwo wartet jemand | 4:02  |
| 7  | 30-11-80               | 10:00 |
| 8  | Maskerade              | 2:04  |
| 9  | Enrico                 | 3:37  |
| 10 | Arbeit                 | 7:13  |
| 11 | Liebe                  | 3:29  |

## Chartplatzierungen
Die Verkäufe des Albums werden mit denen des Studioalbums 30-11-80 zusammen gewertet: Nach Veröffentlichung des Livealbums stieg es erneut für eine Woche auf Platz 57 in die deutschen Charts ein.

## Rezeption
| Professionelle Bewertungen | Professionelle Bewertungen |
| -------------------------- | -------------------------- |
| Kritiken                   |                            |
| Quelle                     | Bewertung                  |
| laut.de                    | [ 3 ]                      |

Die Internetseite laut.de gab dem Album zwei von möglichen fünf Punkten:

„Ton, Licht, Visuals: allesamt astrein. Die Show wirkt professionell konzipiert, routiniert durchgezogen und hinterlässt gerade deswegen einen seltsam faden Nachgeschmack. Von Herzblut, Hunger oder Begeisterung: weit und breit keine Spur. […] Ja, so wirkt es dann auch: als erledige jemand eine Auftragsarbeit. Ordentlich zwar, aber ohne dabei übertriebenen Eifer an den Tag zu legen. Dienst nach Vorschrift. […] Machen wir uns doch nix vor: Sidos Gedanken, sein Herz, sein Leben, seine Welt – all das spielt sich schon längst nicht mehr auf der Bühne ab. Nur noch sein Broterwerb. Wem das genügt, der fühlt sich mit ‚30-11-80 Live‘ vermutlich angemessen verköstigt. Alle anderen: schlicht abgespeist.“